# John Kucera
John Kucera (Calgary, 17 settembre 1984) è un allenatore di sci alpino ed ex sciatore alpino canadese, campione del mondo nella discesa libera a Val-d'Isère 2009.

## Biografia

### Carriera sciistica

#### Stagioni 2000-2008
Attivo in gare FIS dal dicembre del 1999, in Nor-Am Cup Kucera esordì il 6 gennaio 2001 a Lake Louise in discesa libera (71º) e ottenne il primo podio il 27 febbraio 2004 a Big Mountain in supergigante (3º). Il 27 novembre 2004 debuttò in Coppa del Mondo, a Lake Louise in discesa libera (36º), e il 12 dicembre successivo conquistò la prima vittoria in Nor-Am Cup, nelle medesime località e specialità. Ai successivi Mondiali di Bormio/Santa Caterina Valfurva 2005, sua prima presenza iridata, si classificò 16º nella discesa libera, 25º nel supergigante e 9º nella combinata; nella stessa stagione 2004-2005 vinse la Nor-Am Cup generale e le classifiche di discesa libera e di supergigante.
Nel 2006 prese parte alla sua unica rassegna olimpica, Torino 2006, piazzandosi 27º nella discesa libera, 22º nel supergigante e 17º nella combinata, e ottenne l'ultima vittoria in Nor-Am Cup, il 15 marzo a Panorama in slalom gigante. Nella stagione 2006-2007 conquistò la sua unica vittoria, nonché primo podio, in Coppa del Mondo, il 26 novembre nel supergigante di Lake Louise; ai successivi Mondiali di Åre 2007 si classificò 31º nella discesa libera, 30º nel supergigante, 9º nello slalom gigante e 32º nella supercombinata.

#### Stagioni 2009-2013
Il 30 novembre 2008 colse a Lake Louise in supergigante il suo ultimo podio in Coppa del Mondo (2º) e il 7 febbraio 2009 si laureò a sorpresa campione del mondo nella discesa libera ai Mondiali di Val-d'Isère: Kucera, oltre ad aver disputato un'ottima prova, fu anche aiutato dalle condizioni meteorologiche scendendo col sole, mentre la gara di molti suoi avversari fu caratterizzata da una minore visibilità. Questo risultato era inatteso visto anche che tutti i podi di Kucera in Coppa del Mondo erano arrivati in supergigante, mentre in discesa libera contava solo un 7º posto come miglior risultato. Nella stessa rassegna iridata, l'ultima della sua carriera, si piazzò inoltre 6º nel supergigante, 44º nello slalom gigante e non completò la supercombinata.
Le sue ultime stagioni furono travagliate dagli infortuni: fu lontano dalle gare dal novembre del 2009 al novembre del 2012, per poi infortunarsi nuovamente nell'estate del 2013. In Nor-Am Cup ottenne l'ultimo podio  il 10 febbraio 2013 ad Apex in discesa libera (3º), mentre in Coppa del Mondo prese per l'ultima volta il via il 3 marzo successivo nel supergigante di Lillehammer Kvitfjell (45º). La sua ultima gara fu il supergigante dei Campionati canadesi 2013, disputato il 25 marzo a Whistler e non completato da Kucera, anche se annunciò il ritiro dall'attività agonistica solo dopo il termine della stagione 2013-2014.

### Carriera da allenatore
Dopo il ritiro Kucera è divenuto allenatore nei quadri della Federazione sciistica canadese.

## Palmarès

### Mondiali
- 1 medaglia:
  - 1 oro (discesa libera a Val-d'Isère 2009)

### Coppa del Mondo
- Miglior piazzamento in classifica generale: 13º nel 2008
- 3 podi (tutti in supergigante):
  - 1 vittoria
  - 1 secondo posto
  - 1 terzo posto

#### Coppa del Mondo - vittorie
| Data             | Località    | Paese  | Specialità |
| ---------------- | ----------- | ------ | ---------- |
| 26 novembre 2006 | Lake Louise | Canada | SG         |

Legenda:

SG = supergigante

### Nor-Am Cup
- Vincitore della Nor-Am Cup nel 2005
- Vincitore della classifica di discesa libera nel 2005
- Vincitore della classifica di supergigante nel 2005
- 13 podi:
  - 7 vittorie
  - 2 secondi posti
  - 4 terzi posti

#### Nor-Am Cup - vittorie
| Data             | Località     | Paese       | Specialità |
| ---------------- | ------------ | ----------- | ---------- |
| 12 dicembre 2004 | Lake Louise  | Canada      | DH         |
| 15 dicembre 2004 | Lake Louise  | Canada      | SG         |
| 4 gennaio 2005   | Sunday River | Stati Uniti | GS         |
| 17 marzo 2005    | Le Massif    | Canada      | DH         |
| 18 marzo 2005    | Le Massif    | Canada      | SG         |
| 14 marzo 2006    | Panorama     | Canada      | GS         |
| 15 marzo 2006    | Panorama     | Canada      | GS         |

Legenda:

DH = discesa libera

SG = supergigante

GS = slalom gigante

### Campionati canadesi
- 14 medaglie[4]:
  - 8 ori (discesa libera, supergigante nel 2005; supergigante, slalom gigante nel 2006; discesa libera, supergigante, supercombinata nel 2008; slalom gigante nel 2009)
  - 4 argenti (slalom gigante nel 2005; discesa libera nel 2006; discesa libera, supergigante nel 2007)
  - 2 bronzi (slalom speciale nel 2007; discesa libera nel 2013)